# Microsoft Flight Simulator X
Microsoft Flight Simulator X (conocido también como FSX) es la décima versión del simulador de vuelo Microsoft Flight Simulator. En el orden cronológico de versiones, FSX fue lanzado al mercado en 2006 después de Microsoft Flight Simulator 2004 (2003) y antes de Microsoft Flight (2012) y Microsoft Flight Simulator 2020 (2020). Microsoft Flight Simulator X incluye un motor de juego actualizado así como la compatibilidad con Windows Vista y en su tiempo fue presentado por Microsoft como el que era hasta esa fecha el más importante hito tecnológico en esta serie de simuladores. Es la primera versión de Microsoft Flight Simulator en formato DVD-ROM y también ha sido el primer título en usar claves de licencia, de modo que no se necesita ningún disco para empezar a usar el programa.

## Juego
Microsoft Flight Simulator X es la décima versión de la popular serie de simuladores publicados por Microsoft. Fue oficialmente lanzado al mercado en EE. UU. el 17 de octubre de 2006. Según el sitio web de Microsoft para el juego, la edición estándar (USD $ 29,99) posee todas las características, desde la navegación pasando por el GPS y las pistas. El juego incluye 18 aviones detallados, 28 ciudades detalladas, y 40 aeropuertos detallados. La versión Deluxe (USD $ 49,99) posee 24 tipos de aviones muy detallados, 38 ciudades altamente detalladas, y 47 aeropuertos altamente detallados. Más tarde se lanzó la versión Gold, que contiene la versión Deluxe más la expansión Acceleration. Su sucesor será Microsoft Flight.
Microsoft Flight Simulator X se dio a conocer oficialmente en el 2006 International Consumer Electronics Show como un escaparate para los juegos de Microsoft Windows Vista. Microsoft libera capturas de pantalla, así como una lista de preguntas frecuentes en un comunicado de prensa en Microsoft Flight Simulator Insider, así como un simulador de vuelo de numerosas comunidades (ver enlaces externos). Esta misión incluye también a base de juego con la misión específica de aeronaves, así como un mejorado motor de renderizado, capaz de una mayor detalle.
Después de que Electronic Entertainment Expo (E3) en mayo de 2006, Microsoft publicó nuevas capturas de pantalla, vídeos y un funcionario remolque. La reacción global de la comunidad fue muy positiva y la calidad gráfica del simulador ha aumentado considerablemente.
Microsoft Flight Simulator X tiene un sistema de calificación requiere de 3 para Windows Vista y recomendó una calificación de 5.

## Gráficos
Microsoft Flight Simulator X presenta gráficos de terreno considerablemente mejores que los de su predecesor. Las texturas de resolución más alta son especialmente notables en áreas como puertos y líneas de costa, donde el punto de contacto entre la tierra y el agua es mucho más realista. El equipo de desarrollo ha hecho lo imposible por hacer el mundo en el que vuelas lo más real posible, incluyendo el mapa de las estrellas en sus posiciones exactas dependiendo de tu posición y la época del año. Por su parte, los monumentos y lugares característicos están presentes en cualquier lugar del mundo por el que desees volar, haciendo de tu experiencia de piloto un verdadero viaje turístico por el mundo entero. Los aviones, por otro lado, están muy bien logrados gráficamente tanto externa como internamente. Se han añadido nuevos efectos gráficos como el de exposición a la luz, reflejando realísticamente la luz del sol en la chapa de los aparatos, edificios etc.

## Nuevas funciones
- Gráficos mejorados y una resolución ampliada. Nuevo modelo terrestre facilitando los vuelos polares, datos reales de carreteras, texturas de regiones específicas, simplificados animales en 3D, constelaciones, etc. Ahora también las texturas de escenario se ajustan con los edificios generados automáticamente.
- Los aeropuertos ahora disponen de fingers que se acoplan a los aviones con a combinación de teclas Ctrl + J y automáticamente para los aviones controlados por la IA. También hay vehículos aeroportuarios como carros de equipaje, camiones de combustible, camiones de remolque y demás que se mueven automáticamente por el aeropuerto.
- Nuevo sistema de GPS con cabina de cristal Garmin G1000 solo disponible en la versión Deluxe.
- Mejora de ATC con ciertos procedimientos no-FAA en su caso (por ejemplo, altímetro / escala QNH en unidades métricas) y numerosas actualizaciones menores, como una función de la mejora progresiva-taxi.
- Aviones volables por defecto notablemente mejorados, tanto los modelos externos como las cabinas virtuales, sistemas, dinámicas de vuelo etc.
- Sistema de meteorología mejorado, con un mejor modelado de visibilidad.
- Función multijugador renovada, con la posibilidad de compartir cabina, y nuevos efectos visuales ahora en línea como sistema humo, puertas abiertas etc.
- Controlador aéreo, una característica de la versión Deluxe que permite a los usuarios simular el control del tráfico aéreo local en muchos aeropuertos de todo el mundo en modo multijugador.
- Sistema de sonido remodelado que soporta surround 5.1.
- 50 nuevas misiones, mucho más interactivas que en versiones anteriores (listadas más abajo).
- La altura máxima en el juego se ha aumentado a 100.000 pies. Por lo tanto, la altitud máxima en FSX es de aproximadamente 2,39 veces el diámetro de la Tierra en el ecuador.
- Movimiento de cámara dentro de la cabina según si la aeronave asciende, desciende, ladea, guiña, acelera o frena. Muy realista sobre todo en acrobacia aérea.
- Alas flexibles realistas en algunos aviones de línea como el Boeing 747-400 o en el planeador DG-808S: Las alas se doblan ligeramente hacia arriba cuando la sustentación incrementa (cuando se asciende sobre todo) y viceversa cuando se desciende o se pierde sustentación.
- Nuevo efecto de agua que tiene olas en 3D que incluye refracción de objetos según el movimiento de las olas y la luz del sol.
- Función de capturar la pantalla pulsando la tecla V. Las capturas se guardan automáticamente en la carpeta Mis Imágenes.
- Las aeronaves pueden proyectar sombras sobre ellos mismos.
- La vista desde la torre cambia automáticamente según la proximidad.
- Campeonato de carreras aéreas Red Bull Air Race World Series disponible en la expansión Acceleration.

## Parches y expansiones

### Service Pack 1
Microsoft lanzó el primer Service Pack (SP1) para Microsoft Flight Simulator X el 15 de mayo de 2007 para solucionar:
- Activación y problemas de instalación.
- Mejoras de rendimiento, incluyendo múltiples hilos de la síntesis de la textura y el autogen para proporcionar modestas mejoras de rendimiento en equipos multi-core.
- Complemento de terceros sobre cuestiones.
- Cuestiones de contenido.

### Service Pack 2
Microsoft lanzó un nuevo un nuevo servicio (Service Pack) para Microsoft Flight Simulator X al mismo tiempo que su paquete de expansión (a continuación). La actualización es principalmente para usuarios de Windows Vista que tienen adaptadores de gráficos DirectX 10 (DX10) compatibles. La versión DX10 se beneficia del modelo de sombreado mejoradas DX10 y más canales de pixeles y un mayor rendimiento de Vista, se acerca el desempeño general de FSX en Windows XP. También añade la posibilidad para los jugadores que no tienen el paquete de expansión para participar en las actividades de varios jugadores con los usuarios del paquete de expansión, junto con el soporte para los procesadores multi-núcleo. FSX-SP2 también corrige algunos bugs más en la versión original de Microsoft Flight Simulator X. SP1 no es compatible con SP2 o Acceleration en multijugador. Las personas con Service Pack 1 no pueden entrar en una sesión con los jugadores que tienen SP2 o Acceleration en multijugador. De acuerdo con la documentación de los usuarios están obligados a instalar el Service Pack 1 antes de instalar el Service Pack 2.

### Flight Simulator X: Acceleration
Microsoft lanzó su primer paquete de expansión para Microsoft Flight Simulator X años después (llamado Flight Simulator X: Acceleration) por primera vez al mercado el 23 de octubre de 2007. Esta expansión añade más funciones como carreras en línea, nuevas misiones y tres nuevas aeronaves: el helicóptero triturbina EH-101 Merlin, el caza polivalente bimotor de cuarta generación F-18 Hornet, así como también una versión de carreras del caza monomotor de la Segunda Guerra Mundial P-51 Mustang.
También añade mejoras de escenario como en Berlín, Estambul, la Base de la Fuerza Aérea Edwards y Cabo Cañaveral, ofreciendo alta calidad en las texturas del terreno y objetos también detallados.
El paquete de expansión incluye el código de los dos Service Packs, por lo que su instalación no es necesaria.

### Contenido descargable

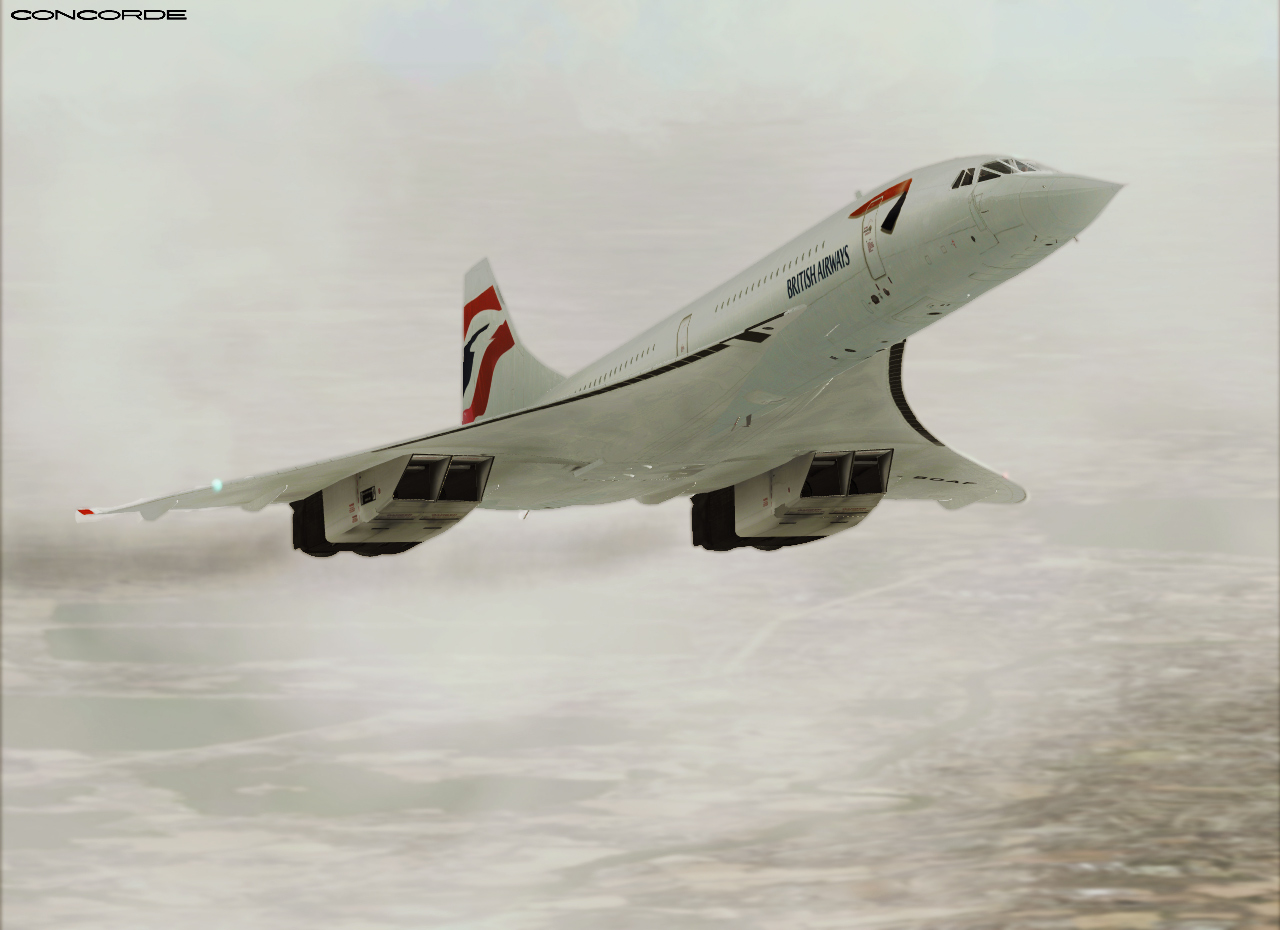
El Concorde en FSX

Desde la fecha de su lanzamiento aficionados al juego han desarrollado muchas aeronaves, escenarios, herramientas, etc. descargables, libres y de pago confeccionadas por los usuarios desde múltiples sitios web.

## Aeronaves pilotables
- Airbus A321
- Air Creation 582-SL Ultraligero trike
- Agusta Westland EH-101 Merlin (Solo con la expansión Acceleration)
- Beechcraft Baron 58
- Beechcraft Baron 58 con Garmin G1000 (Solo con la edición Deluxe)
- Beechcraft King Air 350
- Bell 206B JetRanger
- Boeing 737-800
- Boeing 747-400
- Boeing F/A-18 Hornet (Solo con la expansión Acceleration)
- Bombardier CRJ-700
- Bombardier Learjet LJ-45
- Cessna 208-B Grand Caravan
- Cessna 172S SkyhawkSP
- Cessna 172S Skyhawk SP con Garmin G1000 (Solo con la edición Deluxe)
- de Havilland Canada DHC-2 Beaver (hidroavión)
- DG-808-S (Planeador)
- Douglas DC-3
- Extra 300S
- Grumman G-21-A Goose (Solo con la edición Deluxe)
- Maule Orion M-7-260-C Super Rocket (esquís)
- Maule Orion M-7-260-C Super Rocket
- Mooney M-20-M Bravo (Solo con la edición Deluxe)
- Mooney M-20-M Bravo con Garmin G1000 (Solo con la edición Deluxe)
- North American P-51 Mustang de carreras (Solo con la expansión Acceleration)
- Piper J-3C-65 Cub
- Robinson R-22 Beta II

## Misiones y recompensas
La inclusión de las misiones agrega una nueva faceta a la simulación, la adición de objetivos orientados a tareas, y animando a los usuarios para volar en todo el mundo, y no solo de su aeropuerto base. Aunque un concepto similar estaba disponible en versiones anteriores, la nueva implementación de múltiples situaciones y eventos orientados amplía considerablemente las posibilidades de interacción del usuario. Así pues, en ciertos momentos se le preguntará al piloto qué hacer, de entre dos o más opciones y el piloto tendrá que decidirse rápidamente y seguir la misión.
Los pilotos ganaran premios al completar varias misiones, y alcanzando logros específicos a lo largo del juego, (en "vuelo libre"). Algunos de los premios que existen ocultos "huevos de Pascua" serán revelados. Algunas misiones tienen múltiples premios ocultos, el recibo de depender de la realización de acciones adicionales.
La edición "Deluxe" posee 51 misiones, mientras que la edición "Standar" solo 31

### Principiante
1. Tutorial 1. Primer despegue: Aprenda los rudimentos, despegue... ¡y aterrice! Tiempo estimado del recorrido: 5 minutos.
2. Tutorial 2. Rudimentos de vuelo: Pilote un ultraligero en un trayecto señalizado. Tiempo estimado del recorrido: 10 minutos.
3. Tutorial 3. Busque su camino: Aprenda a navegar utilizando la brújula y el puntero de misión aproximándose a tres aerostatos. Tiempo estimado del recorrido: 10 minutos.
4. Tutorial 4. Operaciones en tierra: Aprenda a rodar como un profesional con tres aviones diferentes. Tiempo estimado del recorrido: 10 minutos.
5. Tutorial 5. Aproximación al aeropuerto: Aprenda a aproximarse a un aeropuerto para aterrizar. Tiempo estimado del recorrido: 10 minutos.
6. Tutorial 6: Introducción al vuelo en zona de montañas: Aprenda a despegar y aterrizar en cortas pistas de montaña. Tiempo estimado del recorrido: 10 minutos.
7. Tutorial 7: Introducción al planeo: Aprenda a pilotar un planeador sobre las montañas situadas al oeste de Minden, Nevada. Tiempo estimado del recorrido: 30 minutos.
8. Tutorial 8: Transición a reactores: Aprenda los rudimentos de pilotaje de reactores en un corto trayecto sobre Escocia. Tiempo estimado del recorrido: 20 minutos.
9. Tutorial 9: Rudimentos de pilotaje de helicóptero: Aprenda los rudimentos de pilotar helicópteros atravesando nueve puertas aéreas. Tiempo estimado del recorrido: 10 minutos.
10. Tutorial 10: Despegue y aterrizaje con helicóptero: Afine sus dotes de piloto de helicóptero aprendiendo a despegar y aterrizar. Tiempo estimado del recorrido: 10 minutos.
11. Aproximación a Sitka: Disfrute de una entretenida aproximación VFR a Sitka, Alaska, sobrevolando un maravilloso paisaje. Tiempo estimado del recorrido: 15 minutos.
12. Festival de vuelo en el Medio Oeste: Lleve a un amigo al festival de vuelo del parque aéreo de Eagle Creek, próximo a Indianápolis, Indiana. Tiempo estimado del recorrido: 15 minutos.
13. Vuelo de prueba a Hawái: Disfrute del paisaje y de los conocimientos del instructor en un vuelo de prueba desde Molokai a Maui. Tiempo estimado del recorrido: 45 minutos.
14. Trayecto a la isla de San Juan: Pilote un hidroavión de Kenmore Air desde Kenmore hasta Lake Union, en Seattle, y Friday Harbor en la isla San Juan. Tiempo estimado del recorrido: 50 minutos.
15. Bombardeo con harina: Acierte tantos blancos como pueda con bombas de harina, antes de que se agote el tiempo. Para obtener más bombas de harina, aterrice sobre un portaaviones. Tiempo estimado del recorrido: 5 minutos.
16. Aterrizaje en Telluride: Efectúe la difícil aproximación visual al aeropuerto de Telluride, en las montañas de Colorado. Tiempo estimado del recorrido: 15 minutos.
17. Trayecto Roma-Nápoles en línea aérea: Pilote un Airbus A321 por la costa occidental de Italia, desde Roma a Nápoles. Tiempo estimado del recorrido: 30 minutos.
18. Circuito de vuelo sin motor del Campeonato: Participe en un auténtico campeonato mundial cerca de Eskilstuna, Suecia. Tiempo estimado del recorrido: 1 hora.
19. Patrulla de reserva natural: Ayude a los guardabosques a encontrar al elefante perdido en el parque nacional de Hwange, en Zimbabue. Tiempo estimado del recorrido: 45 minutos.

### Intermedio
1. Tutorial 11: Maniobras con helicóptero 1: Continúe probando sus aptitudes de piloto de helicópteros atravesando 10 puertas aéreas y, a continuación, pósese sobre un portaaviones. Tiempo estimado del recorrido: 15 minutos.
2. Antipodas: Pase por tantos blancos flotantes como pueda en esta carrera contrarreloj y, a continuación, aterrice en el Aeropuerto Internacional Kingsford Smith de Sídney. Tiempo estimado del recorrido: 5 minutos.
3. Circuito de vuelo sin motor en los Alpes Austriacos: Pilote un planeador en un apasionante desafío lleno de realismo en los Alpes austríacos. Tiempo estimado del recorrido: 1 hora 30 minutos.
4. Aterrizaje en el Caribe: Efectúe una aproximación visual a la isla tropical de St. Martin. Tiempo estimado del recorrido: 15 minutos.
5. Exhibición en el Festival Aéreo de Paris: Exhibición en un Airbus A321 en el Festival aéreo de París. Tiempo estimado del recorrido: 25 minutos.
6. Vuelo a ciegas a través del canal: Junto con un amigo, efectúe un vuelo por instrumentos sobre el Canal de la Mancha. Tiempo estimado del recorrido: 30 minutos.
7. Excursión a Suiza: Vuele acompañado sobre los bellos paisajes alpinos para aterrizar en Interlaken, Suiza. Tiempo estimado del recorrido:15 minutos.
8. Aproximación a Innsbruck: Efectúe una de las aproximaciones por instrumentos más difíciles del mundo: el localizador DME oeste de Innsbruck, Austria. Tiempo estimado del recorrido: 15 minutos.
9. Vuelo de carga a las Aleutianas: Luche contra las inclementes condiciones meteorológicas pilotando un vuelo de carga desde la isla Umnak hasta Dutch Harbor, siguiendo el archipiélago de las Aleutianas. Tiempo estimado del recorrido: 50 minutos.
10. Loopy Larry: Intente realizar un aterrizaje acrobático sobre un autobús en movimiento.
11. Expedición por la selva amazónica: Transporte suministros desde un campamento arqueológico base de Perú hasta una remota aldea. Tiempo estimado del recorrido: 40 minutos.
12. Transporte de ejecutivos en Tokio: Recoja pasajeros en el helipuerto situado en la azotea del Shiodome y llévelos hasta el reactor que les espera en el Aeropuerto Internacional de Narita, en Tokio. Tiempo estimado del recorrido: 40 minutos.
13. Ciudad del reactor: Despegue, atraviese tantos blancos flotantes como pueda antes de que se agote el tiempo y, a continuación, regrese a Boeing Field y aterrice. Tiempo estimado del recorrido: 10 minutos.
14. Vuelo charter al campamento base de Denali: Transporte suministros a los alpinistas en el campamento base de Denali. Tiempo estimado del recorrido: 1 hora 15 minutos.

### Avanzado
1. Tutorial 12:Maniobras con helicópteros 2: La prueba más avanzada con helicópteros: recorra un difícil circuito vertical y, a continuación, aterrice sobre un yate en movimiento. Tiempo estimado del recorrido: 15 minutos.
2. Perdidos en el triángulo: Encuentre el desaparecido yate de la empresa frente a las costas de Florida, y lance a los supervivientes un tanque de suministros. Tiempo estimado del recorrido: 45 minutos.
3. Carrera contra el Jet truck: Despegue y participe en una exhibición aérea en la pista del EAA de Oshkosh. Dispute una carrera contra un camión equipado con un motor de reactor y contra Patty Wagstaff, que pilota un Extra 300S. Tiempo estimado del recorrido: 10 minutos.
4. Búsqueda de la Patrulla Civil Aérea: Efectúe una misión de búsqueda de un avión desaparecido, presuntamente estrellado, en las montañas de Idaho. Tiempo estimado del recorrido: 45 minutos.
5. Trayecto Ámsterdam-Londres en línea aérea: Póngase al mando de un Boeing 737-800 lleno de pasajeros en un vuelo regular de una línea aérea desde Ámsterdam a Londres. Tiempo estimado del recorrido: 45 minutos.
6. Ayuda en África: Transporte alimentos y suministros a pequeñas aldeas de la República Democrática del Congo. Tiempo estimado del recorrido: 40 minutos.
7. Aproximación a Quito: Efectúe una difícil aproximación y aterrizaje en el aeropuerto de Quito, Ecuador, situado a gran altitud Tiempo estimado del recorrido: 20 minutos.
8. Rescate acuático con mal tiempo: Efectúe una misión de búsqueda de un yate perdido en el Mar de Tasmania, en las proximidades de Auckland, Nueva Zelanda. Tiempo estimado del recorrido: 40 minutos.
9. Relax en Catalina: Vuele desde Santa Mónica para transportar a una estrella de cine hasta un balneario. Tiempo estimado del recorrido: 25 minutos.
10. Opciones Limitadas: Una peligrosa prueba de habilidad le espera, al tener que enfrentarse con circunstancias imprevistas pilotando un 737-800 sobre el Océano Índico. Tiempo estimado del recorrido: 30 minutos.

### Experto
1. Aproximación bajo el monzón: Pilote un 747-400 completamente cargado siguiendo el ILS para aterrizar en el aeropuerto de Changi, Singapur, durante un monzón. Tiempo estimado del recorrido: 15 minutos.
2. Vuelo de prueba en un 747: Efectúe un vuelo de prueba en un Boeing 747-400 que recientemente ha sido reacondicionado. Tiempo estimado del recorrido: 30 minutos.
3. Aproximación a Dutch Harbor: Efectúe la aproximación NDB-A a Dutch Harbor en una situación de empeoramiento de las condiciones meteorológicas. Tiempo estimado del recorrido: 15 minutos.
4. Transporte de correo a Yakutat: Lleve el correo sobre las montañas desde Canadá hasta Yakutat, Alaska. Intente llegar antes de que se desencadene una fuerte tormenta de nieve. Tiempo estimado del recorrido: 35 minutos.
5. Transporte a plataforma petrolifera en alta mar: Transporte a un inspector de seguridad a una plataforma petrolífera del Mar del Norte. Tiempo estimado del recorrido: 35 minutos.
6. Prueba cronometrada Red Bull: Realice un vuelo de prueba para ser admitido en el equipo acrobático Red Bull. Tiempo estimado del recorrido: 5 minutos.
7. Prueba contrarreloj de Red Bull (sin flechas): Realice un vuelo de prueba para ser admitido en el equipo acrobático Red Bull. En esta versión más realista de la misión no tendrá flechas ni números de puerta para guiarse. Tiempo estimado del recorrido: 5 minutos.